# Будівництво атомних електростанцій в УРСР
Будівництво атомних електростанцій в Українській РСР є важливою сторінкою в історії розвитку енергетики та науки в Україні. Початок цієї епохи сягає 1940-х років, коли в Радянському Союзі активно досліджували можливості використання ядерної енергії не лише у військових, але й у мирних цілях. Ці прагнення втілилися в життя завдяки науковим досягненням та зусиллям видатних фізиків, таких як Ігор Курчатов та колективу Українського фізико-технічного інституту.
Сьогодні атомна енергетика залишається ключовою складовою енергетичної системи України, попри виклики та труднощі, з якими стикається країна. Це свідчить про значущість та стійкість цього сектору в забезпеченні національної енергетичної безпеки.

## Підґрунтя для розвитку
Спроби  використовувати  керовану  ядерну реакцію для виробництва електрики в СРСР почалися у 1940-х роках.  Восени 1945 року група фізиків на чолі з Ігорем Курчатовим представила керівництву країни доповідь про те, де, крім зброї, можна використовувати ядерну енергію — в атомних станціях, транспорті, промисловості та сільському господарстві. На що тодішній глава Радянського Союзу Сталін сказав коротко: «Спочатку зробіть бомбу, а потім усе інше!»
Першу атомну бомбу в СРСР успішно випробували у 1949 році. А рік потому Сталін особисто підписав постанову Ради міністрів СРСР «Про науково-дослідні, проєктні та експериментальні роботи з використання атомної енергії для мирних цілей».
Ера атомної енергетики в СРСР розпочалася  27 червня 1954 року ,коли сталася подія, яка привернула світову увагу – у місті Обнінськ Калузької області розпочала свою роботу  перша у світі промислова атомна електростанція. Обнінська АЕС цікавила делегації багатьох країн і назвали її «російським дивом». У той час станція була оснащена одноканальним реактором (урано-графітовим) з водяним теплоносієм АМ-1(атом мирний 1) потужністю 5 МВт.  

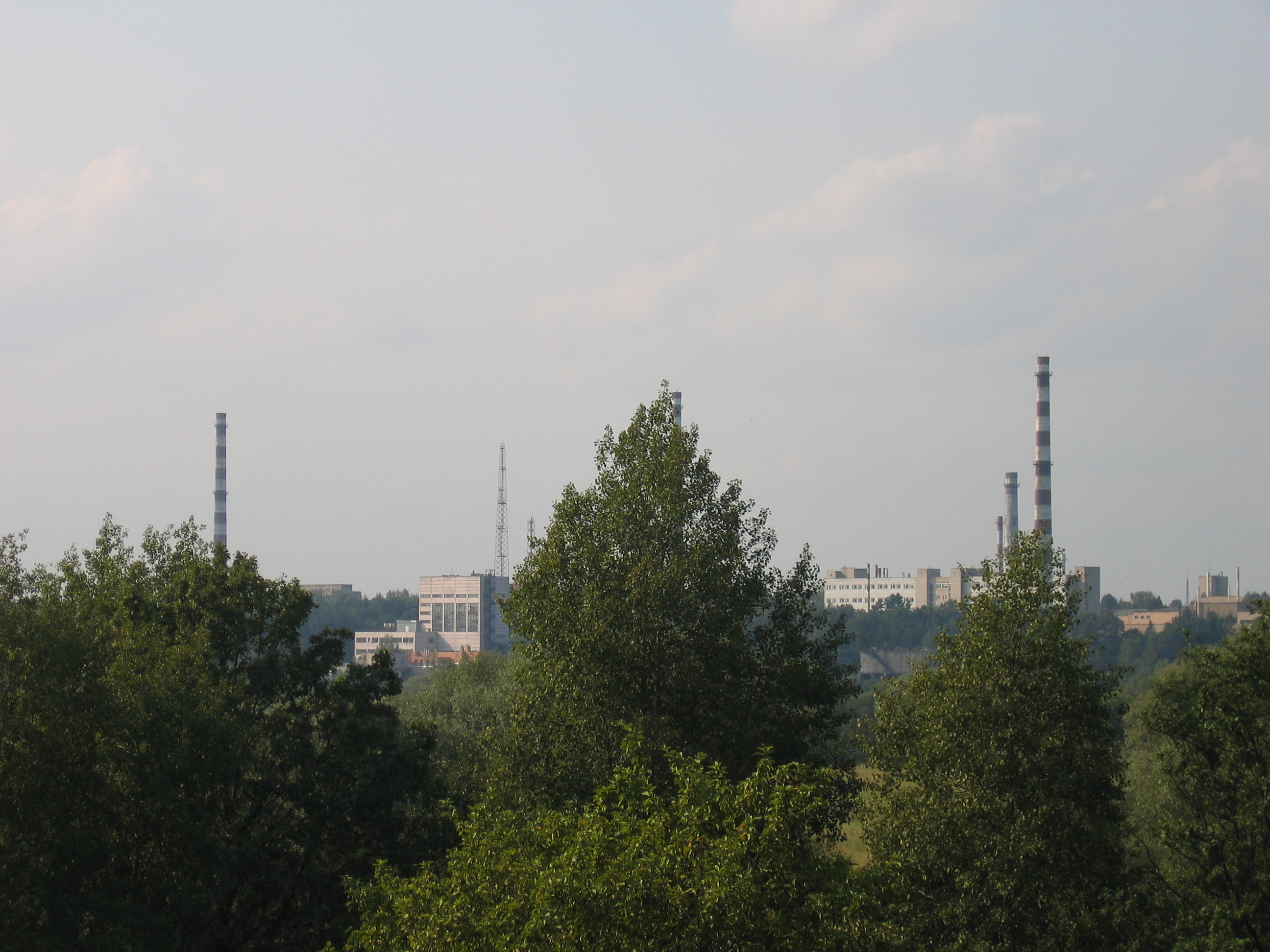
Обнінська АЕС

Він став прототипом для розробки серії більш потужних канальних гетерогенних графітових реакторів. Їхня перевагою полягала в можливість перевантажувати пальне без зупинки реактора та будувати активну зону без обмежень у розмірах  Ідея спорудження активної зони станції належала Курчатовy І.В. і Фейнбергy С.М.Крім вироблення енергії Обнінська атомна електростанція була базою для експериментальних наукових досліджень і для забезпечення медичної галузі ізотопами.

## Початок розвитку атомної енергетики на території УРСР
У 1960-х  роках розпочався світовий розвиток ядерної енергетики.  Коли вченні провідних країн дійшли висновку, що використання енергії атому може бути потужним джерелом дешевої енергії, розпочалося масове будівництво АЕС.  
Саме в Цей період розвиток економіки України характеризується бурхливим зростанням житлового і промислового будівництва, науки і техніки. У вересні 1962 р. створено Міністерство енергетики та електрифікації України, що об’єднало всі енергосистеми і більшість енергетичних підприємств та організацій республіки. Утворення спеціалізованого міністерства відіграло велику роль у подальшому становленні енергетики України, яка розвивалася шляхом спорудження потужних теплових електростанцій, будівництва каскаду ГЕС на Дніпрі. У 1966 році постановою Ради міністрів СРСР затвердили план будівництва і запровадження атомних станцій по всій країні.

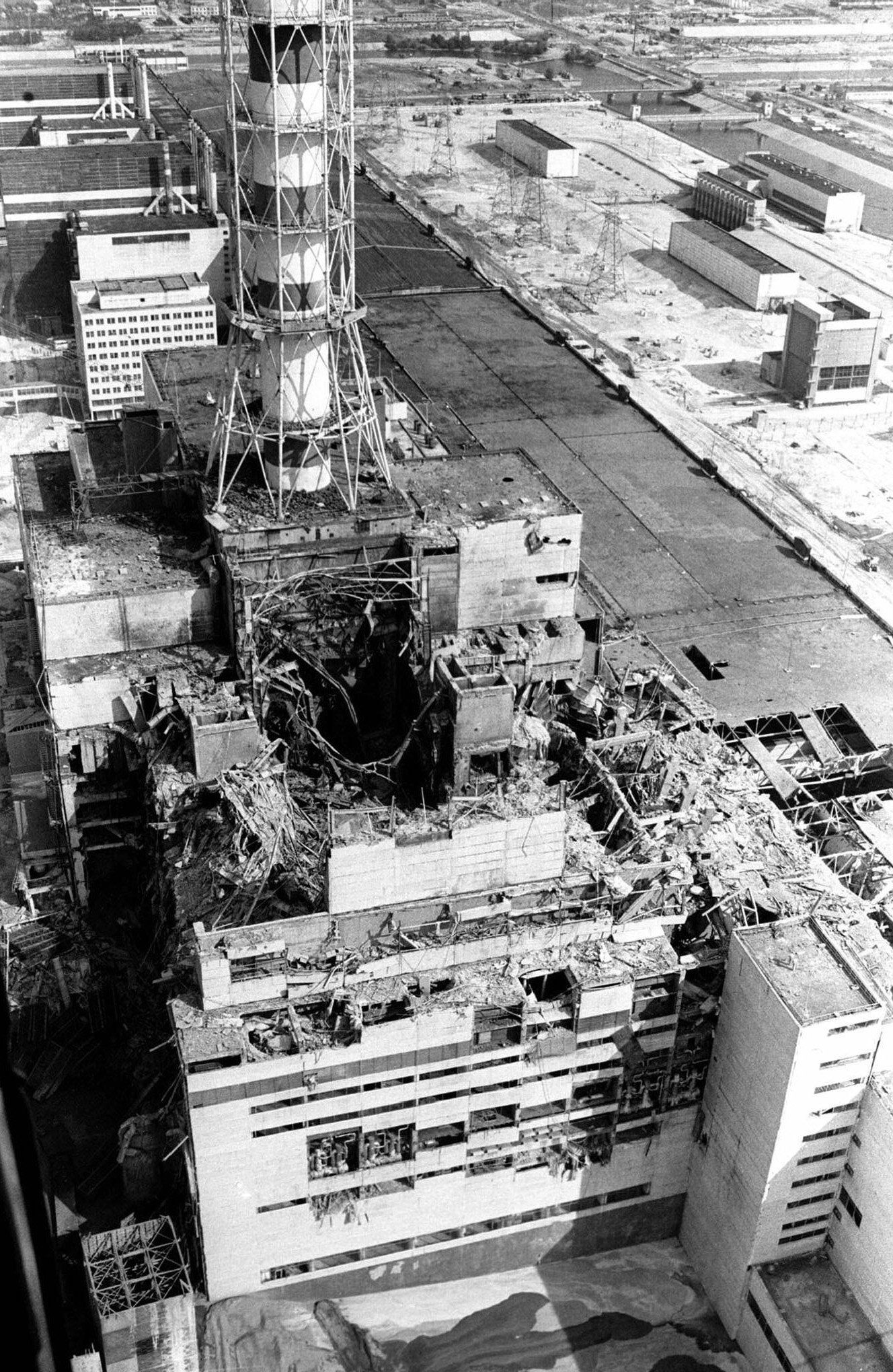
Четвертий енергоблок ЧАЕС після аварії

Історія української ядерної енергетики бере свій початок у 1977  році коли в промислову експлуатацію було введено перший енергоблок Чорнобильської АЕС з реактором РБМК-1000 (1000 МВт).   Відповідно до планів розвитку атомної енергетики в тодішньому СРСР на території України мало бути споруджено 9 атомних електростанцій. За період з 1977 по 1989 рік планувалося ввести в експлуатацію 16 енергоблоків загальною потужністю 14800 МВт на 5 атомних станціях:  
- Запорізька АЕС (1984 рік);
- Рівненська АЕС (1981);
- Хмельницька АЕС (1987);
- Чорнобильська АЕС (1977);
- Южно-Українська АЕС (1982).

Їх швидкому будівництву сприяли зростаюча потреба в електроенергії та прагнення замінити теплові та гідроелектростанції на потужніші – атомні. На час аварії на 4 блоці ЧАЕС (1986 р.) в Україні перебувало в експлуатації 10 енергоблоків, 8 з яких мали потужність 1000 МВт.
З 1986 по 1990 було введено ще 6 атомних блоків потужністю 1000 МВт кожний: 3 на Запорізькій АЕС і по одному на Південноукраїнській, Рівненській та Хмельницькій АЕС. До початку 90-их В Україні працювало 15 енергоблоків на 5 ядерних електростанціях. Проте після аварії на Чорнобильській АЕС, у серпні 1990 року Верховна Рада України оголосила мораторій на спорудження і введення в експлуатацію нових атомних енергоблоків, в результаті чого будівництво нових енергоблоків Хмельницької, Запорізької і Рівненської АЕС було призупинене.

## Сучасне становище

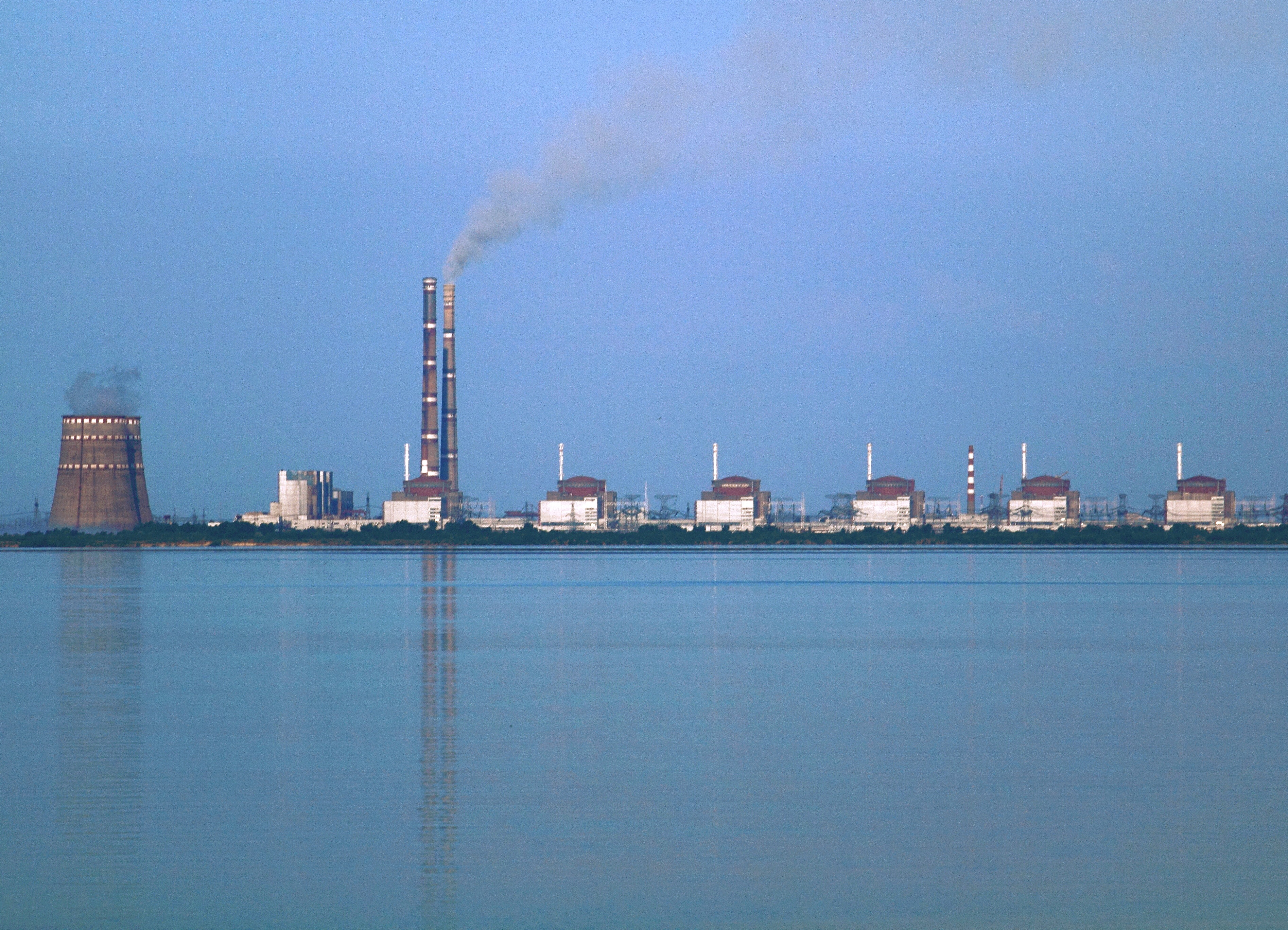
Краєвид на станцію з протилежного берега Дніпра

Станом на 2021 в Україні діяли чотири АЕС: Запорізька, Рівненська, Південноукраїнська та Хмельницька. Вони виробляли близько 50 відсотків загальної електроенергії України. За кількістю реакторів та їх сумарною потужністю Україна посідала восьме місце у світі та п'яте в Європі.
Станом на сьогодні в Україні діють лише три АЕС.  На жаль, Запорізька атомна електростанція тимчасово окупована росіянами, Чорнобильська АЕС не входить до списку діючих АЕС (вона має статус державного підприємства та виведена зі складу Енергоатому). Недобудованими АЕС в Україні є Чигиринська, Харківська, Одеська, Кримська. Також розглядалася можливість побудови атомної електростанції  на Закарпатті.
Отже, бурхливий світовий розвиток ядерної енергетики в  післявоєнний  період в середині 20 століття та розвиток промислових галузей економіки СРСР , в тому числі на території сучасної України ,мав значний вплив на застосування нових дешевших  та потужніших джерел електроенергії та призвів до планування будівництва та запровадження в експлуатацію атомних 